# Red Bull Air Race World Championship 2010

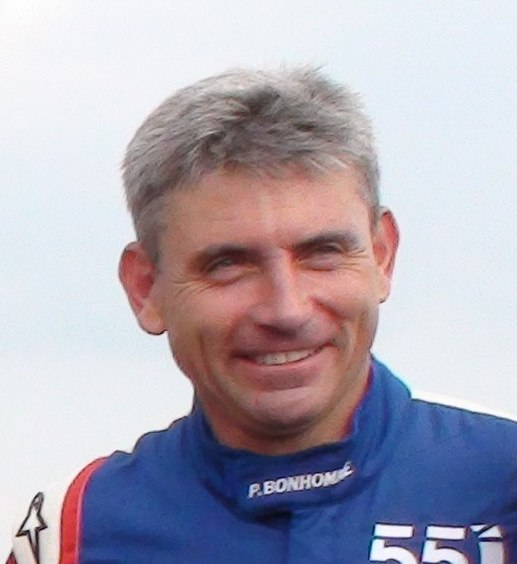
Paul Bonhomme - zwycięzca Red Bull Air Race World Series 2010

Red Bull Air Race World Series 2010 był ósmym sezonem cyklu Red Bull Air Race. Tytuł obronił Paul Bonhomme kończąc każdą z rund na podium klasyfikacji zawodów i zwyciężając dwukrotnie. W zawodach zaliczanych do cyklu sezonu 2010 zwyciężał także Hannes Arch (4 razy) ale ostatecznie zajął drugie miejsce w klasyfikacji generalnej przez nieudany dla siebie konkurs inaugurujący sezon, który zakończył na jedenastej pozycji. Na trzecim miejscu sklasyfikowany został Nigel Lamb.
Na koniec sezonu 2010 Red Bull Air Race GmbH ogłosiło, że zawody w kolejnym roku 2011 nie odbędą się. W ostateczności do zmagań powrócono dopiero w 2014 roku (Red Bull Air Race World Series 2014).

## Piloci
| Nr | Pilot              | Samolot        | Rundy  |
| -- | ------------------ | -------------- | ------ |
| 4  | Kirby Chambliss    | Zivko Edge 540 | 1-6    |
| 5  | Peter Besenyei     | MXS-R          | 1-6    |
| 7  | Adilson Kindlemann | MSX-R          | 1      |
| 8  | Martin Šonka       | Zivko Edge 540 | 1-6    |
| 9  | Nigel Lamb         | MXS-R          | 1-6    |
| 18 | Sergey Rakhmanin   | MXS-R          | 1-6    |
| 21 | Matthias Dolderer  | Zivko Edge 540 | 1-6    |
| 27 | Nicolas Ivanoff    | Zivko Edge 540 | 1-6    |
| 28 | Hannes Arch        | Zivko Edge 540 | 1-6    |
| 31 | Yoshihide Muroya   | Zivko Edge 540 | 1–4, 6 |
| 36 | Alejandro Maclean  | MXS-R          | 1-6    |
| 55 | Paul Bonhomme      | Zivko Edge 540 | 1-6    |
| 84 | Pete McLeod        | Zivko Edge 540 | 1-6    |
| 95 | Matt Hall          | MXS-R          | 1–4, 6 |
| 99 | Michael Goulian    | Zivko Edge 540 | 1-6    |

### Nowi piloci
W porównaniu do sezonu 2009 nastąpiły dwie zmiany wśród startujących zawodników. Mike'a Mangolda i Glena Della zastąpili piloci Martin Šonka z Czech i Adilson Kindlemann z Brazylii.

## Kalendarz zawodów i wyniki
| Runda | Miejsce                | Kraj                         | Data           | Najlepszy czas kwalifikacji | Zwycięzca     | Samolot        |
| ----- | ---------------------- | ---------------------------- | -------------- | --------------------------- | ------------- | -------------- |
| 1     | Mina' Zayid, Abu Dhabi | Zjednoczone Emiraty Arabskie | 26-27 marca    | Hannes Arch                 | Paul Bonhomme | Zivko Edge 540 |
| 2     | Rzeka Łabędzia, Perth  | Australia                    | 17-18 kwietnia | Paul Bonhomme               | Hannes Arch   | Zivko Edge 540 |
| 3     | Rio de Janeiro         | Brazylia                     | 8-9 maja       | Hannes Arch                 | Hannes Arch   | Zivko Edge 540 |
| 4     | Windsor, Ontario       | Kanada                       | 5-6 czerwca    | Nigel Lamb                  | Hannes Arch   | Zivko Edge 540 |
| 5     | Nowy Jork              | Stany Zjednoczone            | 19-20 czerwca  | Hannes Arch                 | Paul Bonhomme | Zivko Edge 540 |
| 6     | EuroSpeedway Lausitz   | Niemcy                       | 7-8 sierpnia   | Paul Bonhomme               | Hannes Arch   | Zivko Edge 540 |
| 7     | Dunaj, Budapeszt       | Węgry                        | Anulowano      | Anulowano                   | Anulowano     | Anulowano      |
| 8     | Lizbona                | Portugalia                   | Anulowano      | Anulowano                   | Anulowano     | Anulowano      |

## Wyniki
| Miejsce | Pilot              | ZEA | AUS | BRA | KAN | USA | NIE | Punkty |
| ------- | ------------------ | --- | --- | --- | --- | --- | --- | ------ |
| 1       | Paul Bonhomme      | 1   | 3*  | 3   | 2   | 1   | 2*  | 64     |
| 2       | Hannes Arch        | 11* | 1   | 1*  | 1   | 4*  | 1   | 60     |
| 3       | Nigel Lamb         | 2   | 4   | 2   | 4*  | 2   | 4   | 55     |
| 4       | Kirby Chambliss    | 6   | 8   | 5   | 3   | 3   | 6   | 41     |
| 5       | Pete McLeod        | 5   | 5   | 7   | 9   | 5   | 8   | 33     |
| 6       | Nicolas Ivanoff    | 9   | 6   | 6   | 7   | 6   | 5   | 33     |
| 7       | Matt Hall          | 8   | 2   | 4   | DSQ |     | 3   | 31     |
| 8       | Matthias Dolderer  | 7   | 7   | 10  | 5   | 10  | 7   | 26     |
| 9       | Michael Goulian    | 4   | 11  | 8   | 6   | 7   | 13  | 24     |
| 10      | Peter Besenyei     | 3   | 10  | 11  | 10  | 8   | 9   | 21     |
| 11      | Alejandro Maclean  | 12  | 13  | 9   | 11  | 9   | 10  | 9      |
| 12      | Yoshihide Muroya   | 10  | 9   | 12  | DNS |     | 12  | 5      |
| 13      | Sergey Rakhmanin   | 15  | 12  | 14  | 8   | 12  | 14  | 4      |
| 14      | Martin Šonka       | 13  | 14  | 13  | 12  | 11  | 11  | 2      |
| 15      | Adilson Kindlemann | 14  |     |     |     |     |     | 0      |
| Miejsce | Pilot              | ZEA | AUS | BRA | KAN | USA | NIE | Punkty |

(*) oznaczono pilota, który otrzymał dodatkowy punkt za najlepszy czas kwalifikacji
| Pozycja | 1. | 2. | 3. | 4. | 5. | 6. | 7. | 8. | 9. | 10. | 11. | 12. | 13. | 14. | 15. | Najlepszy czas kwalifikacji |
| Punkty  | 12 | 10 | 9  | 8  | 7  | 6  | 5  | 4  | 3  | 2   | 1   | 0   | 0   | 0   | 0   | 1                           |
| ------- | -- | -- | -- | -- | -- | -- | -- | -- | -- | --- | --- | --- | --- | --- | --- | --------------------------- |